# İsmail Göksel Şenyüz
İsmail Göksel Şenyüz (* 8. Januar 1976 in Istanbul) ist ein ehemaliger türkischer Fußballspieler.

## Karriere
Şenyüz spielte während seiner Jugend für Galatasaray Istanbul. 1994 unterschrieb Şenyüz bei den Gelb-Roten einen Profivertrag und wurde kurz danach an Antalyaspor ausgeliehen. Sein Debüt für Galatasaray gab der Abwehrspieler am 30. März 1996 gegen Karşıyaka SK. Graeme Souness wechselte Şenyüz in der 75. Spielminute für Okan Buruk ein.
Şenyüz wurde von Galatasaray an Nişantaşıspor und Sakaryaspor ausgeliehen. Sein Abschied folgte 1999 und er wechselte zu Yıldırım Bosnaspor. Für Yıldırım Bosnaspor spielte Şenyüz drei Jahre lang. Seine Karriere beendete Şenyüz 2004 bei Kasımpaşa Istanbul.